# Evergestis anticlina
Evergestis anticlina là một loài bướm đêm trong họ Crambidae.